# Benoît Magimel
Benoît Magimel (Parijs, 11 mei 1974) is een Frans acteur.

## Biografie
Benoît Magimel werd in 1974 geboren in Parijs als zoon van een bankier en een verpleegster. Hij heeft een broer en een zuster. Magimel heeft een dochter Hanna, geboren in december 1999, samen met Juliette Binoche, die hij in datzelfde jaar op de set van Les Enfants du siècle leerde kennen. Het koppel ging uit elkaar in 2003. Hij heeft ook een dochter Djinina, geboren in oktober 2011, na een relatie met de Franse actrice Nikita Lespinasse.
Op dertienjarige leeftijd debuteerde Magimel in de komische film La vie est un long fleuve tranquille. Op zestienjarige leeftijd stopte hij met schoolgaan om acteur te worden. In 1997 kreeg hij de Prix Michel-Simon (voor beloftevolle acteur) voor zijn rol in Les Voleurs. Voor dezelfde rol werd Magimel ook genomineerd voor de César voor beste jong mannelijk talent. In 2001 won hij de prijs voor beste acteur op het filmfestival van Cannes. In 2013 volgde een eerste nominatie voor de César voor beste mannelijke bijrol in de film Cloclo en in 2016 mocht hij de César voor beste mannelijke bijrol in ontvangst nemen voor zijn rol in de film La Tête haute.

## Filmografie

### Films
- La vie est un long fleuve tranquille (1988)
- Papa est parti, maman aussi (1989)
- Les Années campagne (1992)
- Toutes peines confondues (1992)
- Le Cahier volé (1993)
- La Fille seule (1995)
- La Haine (1995)
- Les Voleurs (1996)
- Quinze sans billets (1996)
- Papa (1997)
- Déjà mort (1998)
- Warning (1998)
- Une minute de silence (1998)
- Elle et lui au 14e étage (1999)
- Le Saut de l'ange (1999)
- Les Enfants du siècle (1999)
- La Pianiste (2000)
- Le Roi danse (2000)
- Selon Matthieu (2000)
- Lisa (2001)
- Nid de guêpes (2002)
- Errance (2003)
- Effroyables Jardins (2003)
- La Fleur du mal (2003)
- Les Rivières pourpres 2: les Anges de l'Apocalypse (2004)
- La Demoiselle d'honneur (2004)
- Trouble (2005)
- Les Chevaliers du ciel (2005)
- Selon Charlie (2006)
- Fair Play (2006)
- Truands (2007)
- La Fille coupée en deux (2007)
- 24 mesures (2007)
- L'Ennemi intime (2007)
- La Possibilité d'une île (2008)
- Seuls Two (2008)
- Inju: la Bête dans l'ombre (2008)
- Sans laisser de traces (2010)
- Toy Story 3 (2010) (stem, Franse versie)
- Les Petits Mouchoirs (2010)
- Mon pote (2010)
- L'Avocat (2011)
- Forces spéciales (2011)
- Des vents contraires (2011)
- Cloclo (2012)
- Pour une femme (2013)
- La French (2014)
- La Tête haute (2015)
- On voulait tout casser (2015)
- Le Convoi (2016)
- La Fille de Brest (2016)
- Money (2017)
- Carbone (2017)
- La Douleur (2018)
- Nous finirons ensemble (2019)
- Lola vers la mer (2019)
- Une fille facile (2019)
- Amants (2020)
- De son vivant (2021)
- Dune Dreams (2021)
- Incroyable mais vrai (2022)
- Revoir Paris (2022)
- Jack Mimoun et les Secrets de Val Verde (2022)
- Pacifiction (2022)
- Le Marchand de sable (2022)
- Omar la fraise (2023)
- La Passion de Dodin Bouffant (2023)
- Rosalie (2023)

### Televisie
- Pause-café (1989)
- Les Enfants de Lascaux (1990)
- Les Ritals (1991)
- Le Lyonnais (1991)
- Le Voyant (1993)
- L'Instit (1993)
- Jalna (1194)
- La Colline aux mille enfants (televisiefilm, 1994)
- L'Incruste (1994)
- Long cours (1996)
- Résolution 819 (2008)
- Marseille (2016)

## Prijzen en nominaties
De belangrijkste:
| Jaar | Prijs | Categorie                | Film          | Uitslag     |
| ---- | ----- | ------------------------ | ------------- | ----------- |
| 2016 | César | Beste mannelijke bijrol  | La Tête haute | Gewonnen    |
| 2013 | César | Beste mannelijke bijrol  | Cloclo        | Genomineerd |
| 1997 | César | Beste mannelijke belofte | Les Voleurs   | Genomineerd |